# Канха (национальный парк)
Ка́нха (англ. Kanha National Park; маратхи कान्हा राष्ट्रीय उद्यान) — один из национальных парков Индии, имеет статус тигриного заповедника с 1973 года. Находится в округах Мандла и Балагхад на юго-востоке штата Махараштра. Ближайший крупный город — Мандла, находится в 70 км от парка. Площадь Канхи составляет 940 км² и 1009 км² занимает буферная зона. Лучшее время для посещения парка — с февраля по июнь.
Заповедная зона на территории, где сейчас располагается парк Канха была учреждена ещё в 1879 году. В 1933 году были основаны заповедники Халлон, площадью 233 км², и Банджар, площадью 400 км². Однако в 1942 году Халлон лишился своего статуса.
А 1 июня 1955 года Банджар был переименован в Канху и повышен до национального парка. В 1976 году к нему была присоединена территория бывшего заповедника Халлон.
С 1969 по 1998 год с территории парка были выселены проживающие там ранее племена байга и гонд, чтобы сохранить среду необходимую для обитания тигров.
Считается, что именно эта местность вдохновила Редьярда Киплинга на написание «Книги джунглей».